# Forges et ateliers de constructions électriques de Jeumont

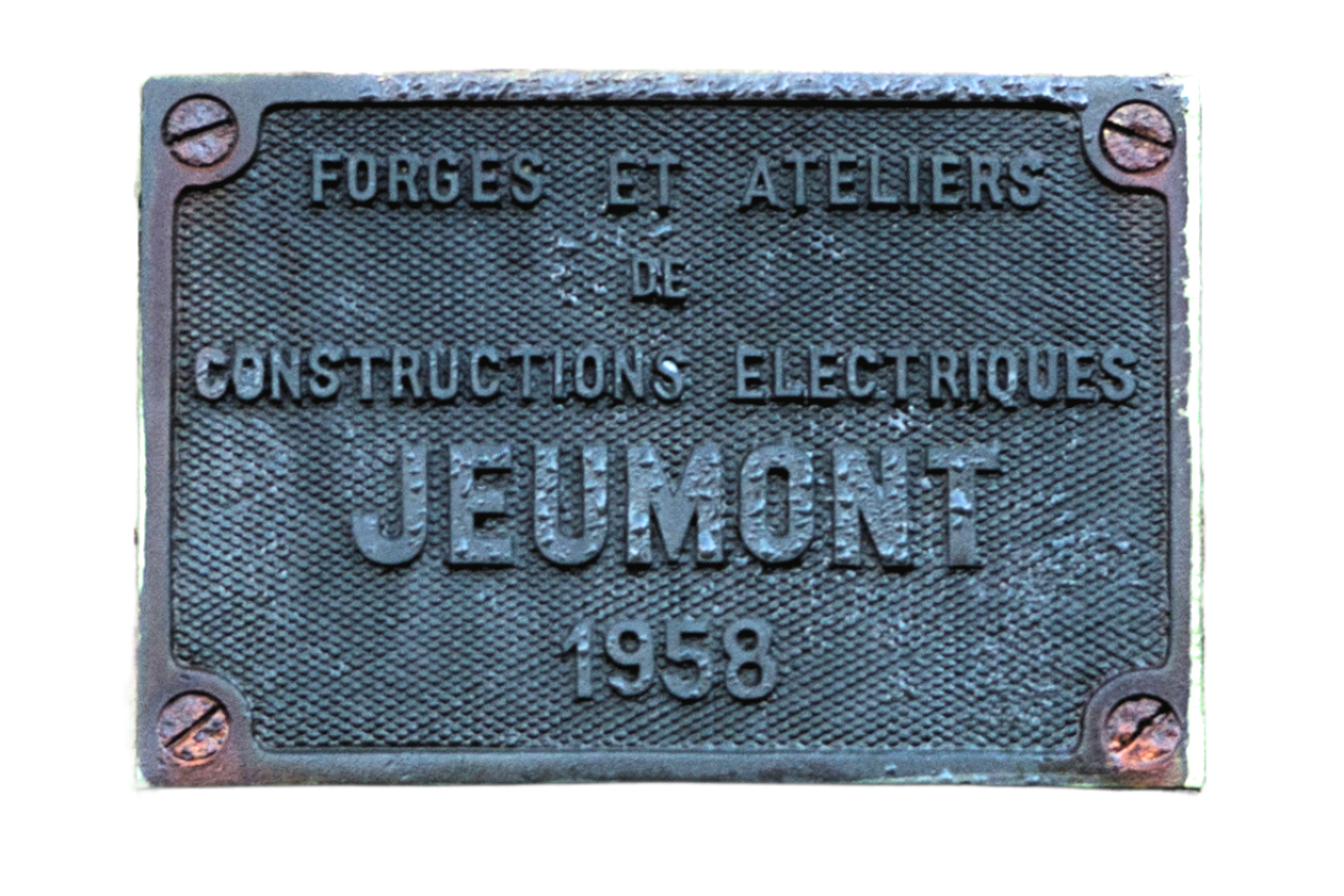
Plaque constructeur de Jeumont

La société des forges et ateliers de constructions électriques de Jeumont (Jeumont) est une ancienne entreprise française qui produisait du matériel électrique. En 1964, au sein du Groupe Empain-Schneider, elle fusionne avec Le Matériel Électrique Schneider-Westinghouse pour former Jeumont-Schneider. Elle avait  son siège social à Paris (50, rue de Lisbonne, VIIIe).

## Acteurs principaux
La société a évolué avec les personnalités suivantes :
- 1906	Bylon-Saint-Claire, Édouard - Directeur des ateliers des Forges et ateliers de Jeumont à Neuilly-sur-Marne[2]
- 1907	Gourdeau, Gaston - Entre aux Forges et Ateliers de constructions électriques de Jeumont à Paris[3]
- 1910	Daviot, Stani - Chef de service de l'appareillage aux ateliers de constructions électriques de Jeumont à Jeumont[4]
- 1918	Breton, Raymond -  Entre au service commercial de Jeumont (Agence de Paris) et devient directeur de l'agence commerciale de Bordeaux et directeur régional des Forges et Ateliers de Constructions Électriques de Jeumont à Jeumont[5]